# Cúpira
Cúpira es una localidad venezolana, capital del municipio Pedro Gual, en el Estado Miranda. Se encuentra ubicada al este de dicho estado. Para el año 2023 presentaba una población de 22 683 habitantes según INE.

## Historia
La localidad de Cúpira fue fundada en el año 1726, con el nombre de Inmaculada Concepción de Nuestra Señora de Cúpira. El topónimo Cúpira proviene de una voz indígena que significa “lugar de la pira”, en referencia a una planta comestible utilizada por los pueblos originarios, cuyo consumo fue posteriormente prohibido por los conquistadores españoles.
Antes de la colonización, la zona fue asiento de comunidades prehispánicas pertenecientes a la etnia Tomusa, un grupo de filiación Caribe, emparentado con los grandes cacicazgos de la región central de Venezuela. Los registros etnohistóricos indican que estas comunidades mantenían una organización social relativamente homogénea, basada en aldeas pequeñas conformadas por grupos parentales, una estructura común entre las etnias del área al momento de la conquista.
La población de Cúpira aparece documentada por primera vez en fuentes cartográficas del Archivo General de Indias, específicamente en dos mapas fechados en 1769 y 1784, ambos pertenecientes al legajo “Caracas”. Estos documentos son titulados:
- Mapa del Valle del Río Guapo
- Mapa de los terrenos incultos de la Comarca del Guapo

Estos mapas constituyen valiosos testimonios de la presencia y evolución territorial de Cúpira durante el período colonial.
En estos mapas se aprecia como aparece indicada con un templo y dos caminos, en dirección norte-suroeste hacia las poblaciones de Panaquire, y de éste a Mamporal; la población del Guapo aún no aparece, y en el otro mapa ya aparece el Guapo y un camino que lo une a Cúpira a través de la población del Pral; aparece un templo y varias viviendas señalando la población; el lote urbano se podría aseverar bien definido, con aspecto uniforme, con residencias construidas sobre la línea de la acera, y paredes laterales sobre los límites del terreno.

## Actualidad
Es la capital del municipio Pedro Gual desde 1997, año de la creación del mismo. Su principal actividad económica es el turismo. Su primera escuela se llama U.E.N Bartolomé Blandin, la estructura de esta escuela fue diseñada primeramente para ser una Cárcel en la Época de la Dictadura de Marcos Pérez Jiménez, también se puede acotar que este pueblo en sus inicios era un cementerio, cerca de la cancha de bolas criollas los eucaliptos se puede ubicar una tumba de ese tiempo.

## Manifestaciones Culturales

### Fiestas Patronales de la Virgen Inmaculada Concepción de Cúpira
El 8 de diciembre, Cúpira celebra sus fiestas patronales en honor a la Santísima Virgen “Inmaculada Concepción de Cúpira”, Patrona de este pueblo barloventeño; cuya fundación ocurrió un día 8 de diciembre del año 1.726 con el nombre de Inmaculada Concepción de Cúpira, que significa (Concebida sin mancha de pecado original).
En este día el Párroco de la Iglesia, el consejo pastoral “Inmaculada Concepción de Cúpira”, y la comunidad en general, les dan las cordiales bienvenidas a propios y visitantes, para que disfruten de la intensa programación religiosa de esta celebración católica en honor a la Virgen María.
El día de la Santa Patrona se celebra la Misa Solemne, y un desfile de los estudiantes por caseríos y sectores de Cúpira con imagen de la Virgen Inmaculada Concepción. Esta misa es presidida comúnmente por el Obispo y Sacerdotes con celebrantes de la Diócesis de Guarenas.

### La Fiesta a San Juan Bautista
La fiesta a San Juan Bautista es de singular significación en Cúpira, y en la gran mayoría de los poblados de Barlovento. El 24 de junio día de San Juan Bautista; el sonar de las campanas del templo de la Inmaculada Concepción de Cúpira, acompañado de la alegre música cañonera, da el amanecer feliz a toda la población.
En el día de San Juan Bautista en Cúpira, cientos de feligreses, vecinos y turistas se dan cita en el templo del pueblo, para presenciar los actos religiosos en honor a san Juan Bautista; y después, en horas de la tarde, se lleva a cabo la procesión de la imagen por todas las calles de la población barloventeña.
La velada en honor a san Juan Bautista se lleva a cabo el día 23 con diferentes grupos de tambor, hasta el día siguiente para dar la bienvenida a las festividades.

### En busca de la Palma del Corozo
El ritual de subir al Cerro “El Bachiller” de la zona barloventeña por parte de los Palmeros de Cúpira, es una nueva manifestación de fe, de parte de un grueso número de jóvenes, hombres, mujeres y la directiva de la Fundación “Palmeros de Cúpira”. Los feligreses llegan al reservorio vegetal en busca de la palma de Corozo, para dar inicio a la Semana Mayor.
Posteriormente las palmas son entregadas al Párroco de Cúpira, en el santo templo de la Inmaculada Concepción para ser bendecidas, y entregadas a la feligresía el Domingo de Ramos, en conmemoración a la entrada triunfal de Jesús a Jerusalén.

## Economía
Su principal fuente de ingresos es el Turismo (de montaña y playero), Así como la elaboración y venta del Casabe y La Naiboa. Además fundamenta su actividades económicas en los sectores primario, siendo la principal actividad la agricultura del plátano y la Banana, así como de raíces y tubérculos como la yuca, el ocumo y el ñame, y a estos se le suma el cacao, que desde tiempos pretéritos han forjado la economía de las familias más importantes de esta población.
El sector secundario pero también primario gira en torno a Pedeca C.A., empresa básica privada dedicada a la explotación o extracción de piedras, arena, asfalto y otros productos necesarios para la construcción de  carreteras, puertos y aeropuertos; la diversificación de sus productos les ha permitido su consolidación en el mercado nacional y al mismo tiempo les ha permitido ser una de las empresas de exportación en estos rubros por parte de Venezuela.  Está compañía, sirve de fuente de empleo para un grupo significativo de profesionales, técnicos y obreros, permitiendo al mismo tiempo sustentar las economías familiares de un porcentaje importante de cupireños y personas llegadas de estados vecinos, como lo son: Anzoátegui y Guárico.
```
Pedeca C.A., es una filial del Grupo U.P., este  ha invertido en el impulso de la educación de la comunidad, proporcionando apoyo logístico y algunos materiales e insumos para algunos planteles educativos de la zona, pero lo más importante es que emplea a un grupo de padres que con sus ingresos también aportan al proceso de enseñanza-aprendizaje de sus representados. Además en ese afán de invertir en la educación superior venezolana y en el ensalzamiento de la cultura y el crecimiento socioeconómico, U.P., contribuyó con la creación de la Universidad Santa María,  cuya sede queda en El Paraíso,  Caracas, capital de Venezuela.
```

En el sector terciario, además del turismo y el pequeño comercio, principalmente de casabe y dulces artesanales, los cupireños o cupirenses dependen de las fuentes de trabajos provenientes de la prestación de servicios, como lo es: la educación,  seguridad policial, la salud, entre otros. Y finalmente en el sector quinario, actividades sin fines de lucro, se encuentran las amas de casas y Protección Civil.

## El Casabe y La Naiboa
El Casabe es un pan o especie de arepa hecho (a)  a base de yuca amarga, la yuca se conoce como Tapioca. Su cocción se realiza  en una plancha de metal o budare metálico,  después que la yuca pasa por un  proceso de drenaje o secado y queda prácticamente hecha polvo, se extiende en el budare en forma circular y se va cociendo sobre la llama que se produce del encendido de leñas. Hay Varios tipos de casabe: el que se le conoce como tradicional o clásico,  es una torta grande de casabe con cierta dureza, pero que permite ser triturado fácilmente con los dientes; está el casabe galleta, que tiene la consistencia de una galleta de soda o sin sal, de allí su nombre; casabe de ajo, al igual que el casabe galleta, es en tamaño menor que el tradicional, se procesa con ajo y manteca o en su defecto aceite, obteniendo de ellos un color amarillo y su sabor a ajo; también se produce el casabe mojado, su tamaño varía según el productor o fabricante, es más suave (queda guardando la diferencia en composición, como una especie de pan sin levadura o pan árabe).
El Casabe es milenario, su elaboración se originó en la Venezuela indígena para acompañar las presas de carne conseguidas a través de la caza. es un pan o galleta muy saludable, ha llegado a Europa, a África, Asia y al resto del continente americano gracias a los colonizadores y por la exportación llevada a cabo por países como Venezuela. El casabe por sus ingredientes y por la naturaleza de estos se conserva por muchísimo tiempo, puede preservarse por meses y hasta años inclusive y, lo más  importante no pierde sus  propiedades ni  vitaminas y aún más 
importante es tan saludable que es requerido por personas dedicadas a llevar una dieta sana; sirve para rebajar de peso y es mucho más beneficioso que el pan de trigo y hasta que el pan de maíz. Es recomendable para personas con colesterol alto y aquellos que no pueden comer gluten.
La Naiboa, es un casabe que se cuece con el mismo proceso que el resto, la diferencia radica en que en su elaboración la mezclan con panela o papelón,  clavos dulces, queso, miel y otras esencias o aderezos según quien la elabora; aunque la tradicional generalmente lleva papelón y en algunas ocasiones queso (siendo este último el que para algunos la convierte en otro tipo de casabe llamado, jarijari).
Nota especial: Los indígenas venezolanos, en especial los Kaibes o Kariñas usaban el casabe molido para mezclarlo con pira y según el etnógrafo Horacio Biord Castillo, con los huesos quemados y hechos polvos de los difuntos (pero no cualquiera,  solo los guerreros y cazadores) para preparar  atoles que según su creencia les permitía tomar la vitalidad  y el arrojo de estos  difuntos y al mismo tiempo les daba las fuerzas necesarias para combatir a sus enemigos, lo que sucedía realmente era que entraban en proceso de alucinaciones y de trance que les impulsaba a pelear o mejor dicho a guerrear.

## Principales Poblados del Municipio Pedro Gual
Machurucuto:
Palo Blanco:
Los Tomuzas:
Santa Cruz:
El Sarao:
Las Tres  Gracias;
Las Colinas,
San Antonio,
El Guacuco,
Chaguaramal,
Quebrada Arenas
- Datos: Q3010762

1. ↑  Worldpostalcodes.org, código postal n.º 1238.